# DNAJB9
DNAJB9 (англ. DnaJ heat shock protein family (Hsp40) member B9) – білок, який кодується однойменним геном, розташованим у людей на короткому плечі 7-ї хромосоми. Довжина поліпептидного ланцюга білка становить 223 амінокислот, а молекулярна маса — 25 518.
| 10         |  | 20         |  | 30         |  | 40         |  | 50         |
| ---------- |  | ---------- |  | ---------- |  | ---------- |  | ---------- |
| MATPQSIFIF |  | AICILMITEL |  | ILASKSYYDI |  | LGVPKSASER |  | QIKKAFHKLA |
| MKYHPDKNKS |  | PDAEAKFREI |  | AEAYETLSDA |  | NRRKEYDTLG |  | HSAFTSGKGQ |
| RGSGSSFEQS |  | FNFNFDDLFK |  | DFGFFGQNQN |  | TGSKKRFENH |  | FQTRQDGGSS |
| RQRHHFQEFS |  | FGGGLFDDMF |  | EDMEKMFSFS |  | GFDSTNQHTV |  | QTENRFHGSS |
| KHCRTVTQRR |  | GNMVTTYTDC |  | SGQ        |  |            |  |            |

A: Аланін

C: Цистеїн

D: Аспарагінова кислота

E: Глутамінова кислота

F: Фенілаланін

G: Гліцин

H: Гістидин

I: Ізолейцин

K: Лізин

L: Лейцин

M: Метіонін

N: Аспарагін

P: Пролін

Q: Глутамін

R: Аргінін

S: Серин

T: Треонін

V: Валін

Кодований геном білок за функціями належить до шаперонів, фосфопротеїнів. 
Локалізований у ендоплазматичному ретикулумі.